# Área insular de Estados Unidos

Localización de las áreas insulares de los Estados Unidos.

El área insular (en inglés: insular area of the United States) es un término genérico utilizado por la administración de los Estados Unidos para referirse a los territorios que no forman parte de su país, como sí los considera a los cincuenta estados y al distrito federal de Columbia.

## Historia
Las primeras áreas insulares que ocupó Estados Unidos fueron la isla Baker, la isla Howland y la isla Navaza (1857); luego se reclamaría el atolón Johnston y la isla Jarvis (ambas en 1858). Tras la guerra entre Estados Unidos y España en 1898 se tomaron varios territorios que aún se mantienen bajo soberanía estadounidense (Puerto Rico y Guam, ambos en 1898). El atolón Palmyra fue anexado junto con la República de Hawái (antes un Reino) ese mismo año. La Samoa Americana fue reclamada al año siguiente (1899). En 1917, en plena Primera Guerra Mundial, Dinamarca vendió las Islas Vírgenes Danesas a Estados Unidos.
El antiguo condominio británico-estadounidense Canton and Enderbury, que consistía en los atolones Canton y Enderbury en el noreste de las Islas Fénix, pasó a formar parte de este nuevo Estado insular el 12 de julio de 1979, día de la independencia del Estado de Kiribati.
La Marina estadounidense anexó el arrecife Kingman en 1922. España había vendido las Islas Marianas del Norte a Alemania en 1899, islas que pasaron a Japón que a su vez las perdió ante Estados Unidos en 1945 tras finalizar la Segunda Guerra Mundial. La Base Naval de la Bahía de Guantánamo, situada en la parte sur de la Bahía de Guantánamo y arrebatada a España en 1898, no es un territorio periférico de los Estados Unidos sino una base militar estadounidense en tierra formalmente «arrendada» en la isla de Cuba.

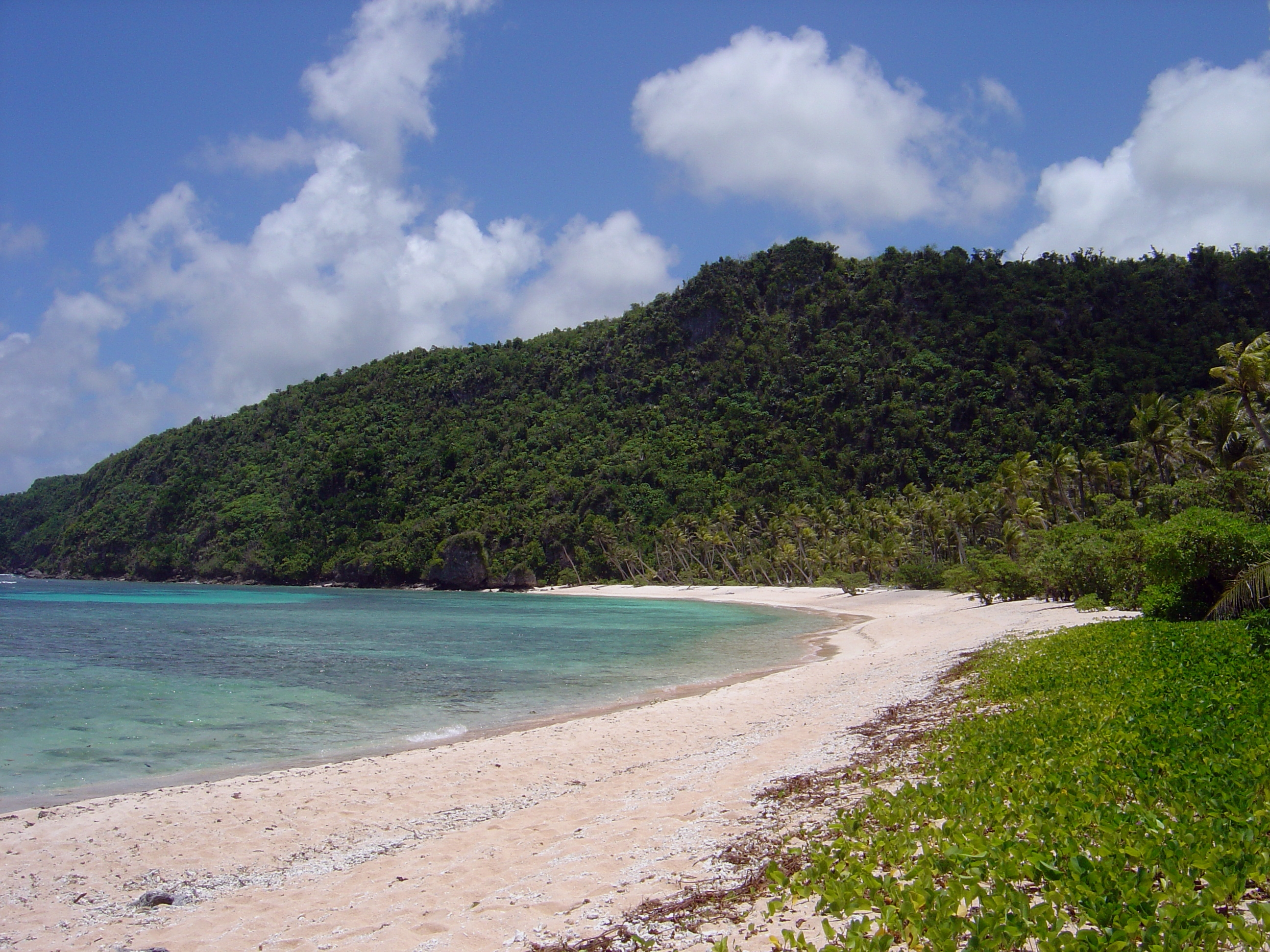
Una de las playas de Guam

Las Islas Marshall accedieron al autogobierno en 1979 y a la plena independencia junto con los Estados Federados de Micronesia en 1986. Palaos vio reconocida su independencia en 1994. Los tres países mantienen soberanía con el estatus de libre asociación a Estados Unidos que les proporciona ayuda en materia de defensa y recursos económicos.

## Gobierno y política

### Ciudadanía
El Congreso ha ampliado los derechos de ciudadanía por nacimiento a todos los territorios habitados, excepto Samoa Americana, y estos ciudadanos pueden votar y presentarse como candidatos en cualquier jurisdicción de los Estados Unidos en la que sean residentes. Los habitantes de Samoa Americana son nacionales de los Estados Unidos por lugar de nacimiento, o son ciudadanos de los Estados Unidos por filiación o naturalización después de residir en un Estado durante tres meses. Los nacionales son libres de desplazarse y buscar empleo dentro de los Estados Unidos sin restricciones de inmigración, pero no pueden votar ni ocupar cargos fuera de Samoa Americana.

### Impuestos
Los residentes de las cinco principales zonas insulares pobladas no pagan impuestos federales sobre la renta, pero deben pagar otros impuestos federales de los Estados Unidos, como los impuestos de importación y exportación, impuestos federales sobre productos básicos impuestos de seguridad social, etc. Las personas que trabajan para el gobierno federal pagan impuestos federales sobre la renta, mientras que todos los residentes están obligados a pagar impuestos federales sobre la nómina (Seguro Social y Medicare). De acuerdo con la publicación 570 del IRS, los ingresos de otras áreas insulares del océano Pacífico de los Estados Unidos (Howland, Baker, Jarvis, Johnston, Midway, Palmyra, y las islas Wake, y el arrecife Kingman) son totalmente gravables como ingresos de los residentes de los Estados Unidos.

### Estados asociados

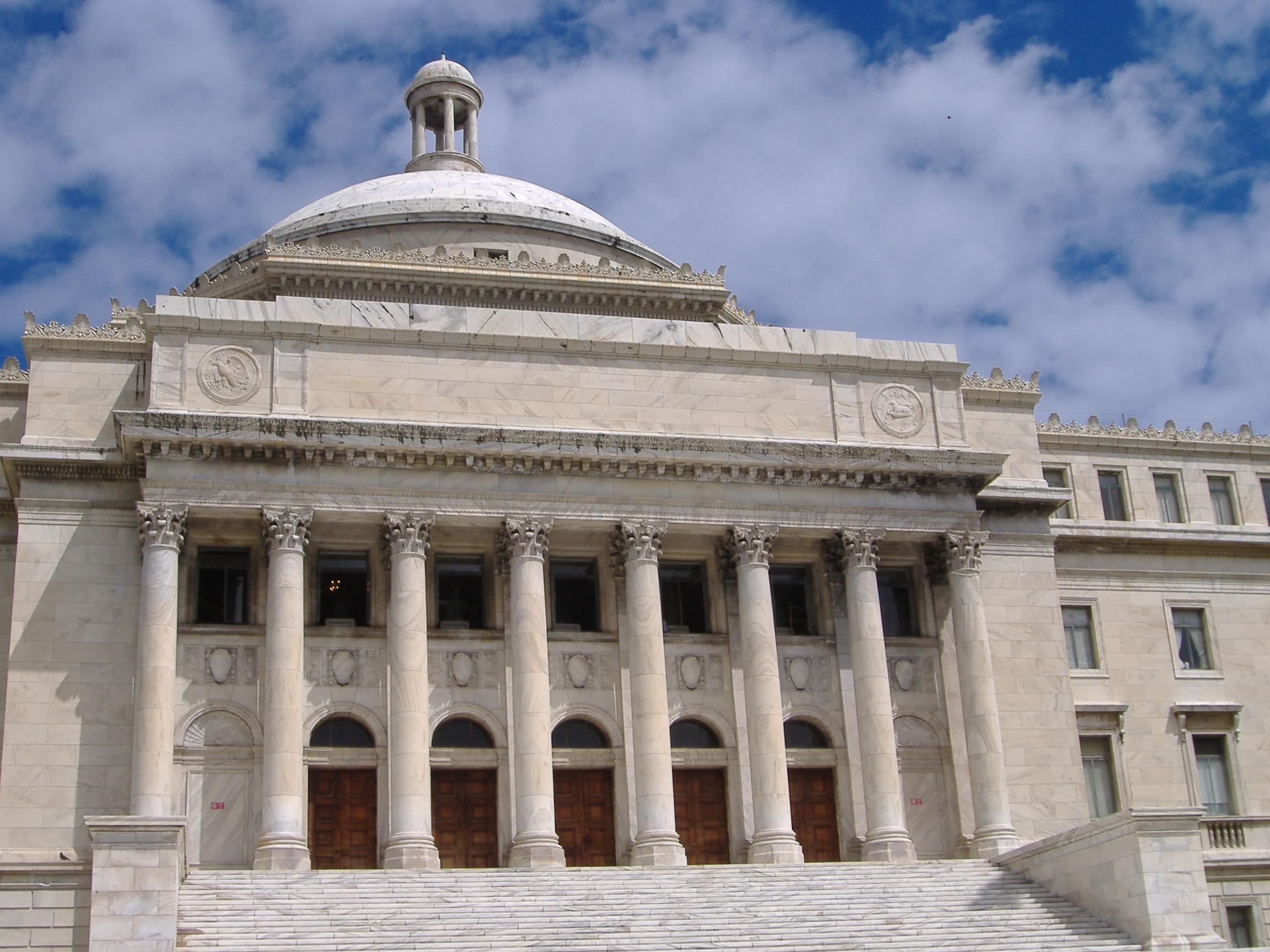
Capitolio de Puerto Rico, el área insular más grande

El Departamento de Estado de los Estados Unidos también utiliza el término área insular para referirse no sólo a los territorios bajo la soberanía de los Estados Unidos, sino también a las naciones independientes que han firmado un Pacto de Libre Asociación con los Estados Unidos. Mientras que estas naciones participan en muchos otros programas domésticos y la responsabilidad total de su defensa militar recae en los Estados Unidos, son legalmente distintos de los Estados Unidos y sus habitantes no son ni ciudadanos ni nacionales de los Estados Unidos.
Los productos manufacturados en áreas insulares pueden llevar la etiqueta «made in USA».

### Estatus
Los estatus políticos de las áreas insulares son:
- Territorios incorporados, no organizados (donde se aplica la Constitución estadounidense): Su único territorio corresponde al atolón Palmira.

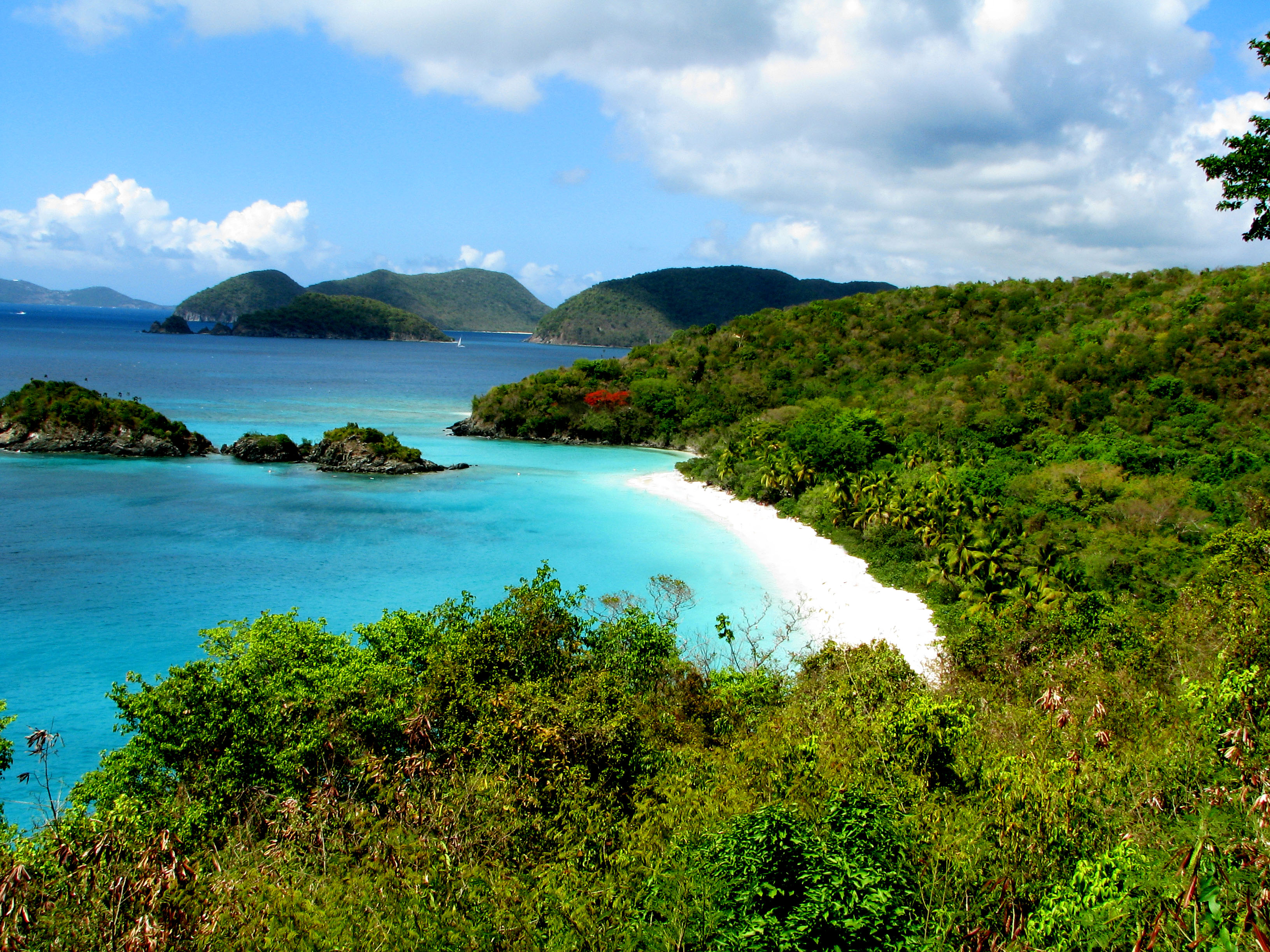
Bahía Trunk en las Islas Vírgenes de Estados Unidos

- Territorios no organizados, no incorporados: Corresponde a varias islas y atolones deshabitados, además de Samoa Americana que sí posee población (mayormente nativa). 
  - Aunque Samoa Americana oficialmente es un territorio no organizado, por no tener el reconocimiento formal y legal del congreso de los Estados Unidos, en la práctica tiene un gobierno autónomo bajo la autoridad del Departamento del Interior, quien puede por orden del presidente estadounidense, revocar cualquier ley o dictamen del gobierno samoano, si está en desacuerdo.
- Territorios organizados, no incorporados (que disponen de un gobierno local): Isla Guam y las islas Vírgenes Estadounidenses. También se considera en esta categoría a la Mancomunidad de Puerto Rico y la Mancomunidad de las islas Marianas del Norte.
  - Mancomunidad o Commonwealth (territorios organizados con acuerdos específicos con el gobierno federal): Son los territorios que en español son llamados como Estados libres asociados por sus habitantes. Corresponde a las islas Marianas del Norte y Puerto Rico.

## Lista de áreas insulares de Estados Unidos
| Bandera                | AA. II. Estados Unidos         | Población | Superficie | Tipo de dependencia                       | Localización                                                        | Año de anexión | Reclamado por  |
| ---------------------- | ------------------------------ | --------- | ---------- | ----------------------------------------- | ------------------------------------------------------------------- | -------------- | -------------- |
|                        | Guam                           | 163 941   | 549 km²    | Territorio organizado no incorporado      | Oeste del océano Pacífico, al este de Filipinas                     | 1898           | -              |
|                        | Islas Marianas del Norte       | 80 006    | 477 km²    | Estado Libre Asociado                     | Oeste del océano Pacífico, al este de Filipinas                     | 1945           | -              |
|                        | Islas Vírgenes Estadounidenses | 124 778   | 352 km²    | Territorio organizado no incorporado      | Antillas al este de Puerto Rico y al norte de Venezuela             | 1917           | -              |
| Bandera de Puerto Rico | Puerto Rico                    | 3 994 259 | 9104 km²   | Estado Libre Asociado                     | Antillas al este de República Dominicana y al norte de Venezuela    | 1898           | -              |
|                        | Samoa Americana                | 57 881    | 199 km²    | Territorio no organizado ni incorporado   | Océano Pacífico al este de Samoa                                    | 1899           | -              |
|                        | Arrecife Kingman               | 0         | 0,03 km²   | Territorio no incorporado y no organizado | Océano Pacífico                                                     | 1922           | -              |
|                        | Atolón Johnston                | 0         | 2,52 km²   | Territorio no incorporado y no organizado | Océano Pacífico                                                     | 1858           | -              |
|                        | Atolón Midway                  | 0         | 5,18 km²   | Territorio no incorporado y no organizado | Océano Pacífico                                                     | 1867           | -              |
|                        | Atolón Palmyra                 | 0         | 5,56 km²   | Territorio incorporado y no organizado    | Océano Pacífico                                                     | 1898           | -              |
|                        | Isla Baker                     | 0         | 1,24 km²   | Territorio no incorporado y no organizado | Océano Pacífico                                                     | 1857           | -              |
|                        | Isla Howland                   | 0         | 1,62 km²   | Territorio no incorporado y no organizado | Océano Pacífico                                                     | 1857           | -              |
|                        | Isla Jarvis                    | 0         | 4,45 km²   | Territorio no incorporado y no organizado | Océano Pacífico                                                     | 1858           | -              |
|                        | Isla Navaza                    | 0         | 5,2 km²    | Territorio no incorporado y no organizado | Antillas al sur de Cuba entre Haití y Jamaica                       | 1857           | Haití          |
|                        | Isla Wake                      | 0         | 7,4 km²    | Territorio no incorporado y no organizado | Océano Pacífico, al oeste de Hawái y al norte de las Islas Marshall | 1899           | Islas Marshall |